# パンパカパンツ
『パンパカパンツ』は、2008年より静岡放送とDLE（ディー・エル・イー）が制作しているアニメーションである。

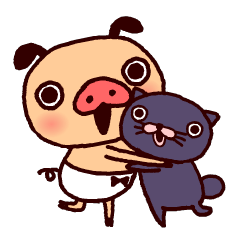
パンパカくんとプーニャン

## 概要
パンツを知らず、その魅力に魅せられたブタのキャラクターが歌に乗せながら繰り広げるアニメ。当初の主人公はたいすけ、じろう、おーし、けいこの4匹であったが、第3作「パンパカパンツ ヘロヘロポナーン」以降はたいすけに似た外観の「パンパカ君」が主人公となった。
元々は静岡放送で同時期に製作された6本のショートアニメの1つであったが、反響を呼んだ当作品のみシリーズ化されており、DVD、グッズなどが発売されるに至るほどの人気を誇っており、LINEスタンプに至っては日本のみならずアメリカや台湾でも人気で、2014年の『LINEスタンプベスト30』に選出された。特に地元静岡県での人気は高く、2010年1月に静岡県限定で発売されたDVDがオリコンで全国20位に入るほどであり、認知度は70%を超える。静岡放送では自社の宣伝にもキャラクターを使用している。
また、アニメ番組として一部のJNN系列局へも番組販売されており、2010年よりテレビユー山形および熊本放送などでも放送されるようになった。さらに、2012年4月4日から2014年3月26日まではテレビ東京系『のりスタMax』で放送されていた。2013年3月には台湾で展開している年代電視グループで放送されるようになり、海外進出も果たしている。2014年7月にニコニコチャンネルにて公式チャンネルを開設、ネット配信を開始した。
映画化もされており、劇場版『えいがパンパカパンツ バナナン王国の秘宝』が国内各地のTOHOシネマズ（静岡県のみ他系列の映画館も含む）にて2014年5月10日に公開された。
テレビシリーズの『パンパカパンツ おNEW!』（2015年4月4日 - ）は静岡放送、キッズステーションで放送。
2016年には第二作の『パンパカパンツ ＷおNEW!』を静岡放送、キッズステーションで放送。放送に先立ち、3月24日付静岡新聞朝刊にて全面広告が掲載された。
2016年10月7日から、金曜深夜（=土曜早朝）『SBS 夜の映画劇場』の終了後に、テレビシリーズ2作品から厳選したエピソードを『パパパパバババンツ!』のタイトルで放送している（2017年3月31日までの予定。報道特別番組などで休止の場合あり）。
2017年4月、第三作となる『パンパカパンツ おNEWさん』が放送開始。

## 作品リスト
1. パンパカパンツ
パンパカパンツシリーズ第1作。4匹のブタがパンツの魅力を歌に乗せて全身で表現する。
2. パンパカパンツin銭湯
銭湯を舞台とした前作の4匹が主人公のストーリー。
3. パンパカパンツ ヘロヘロポナーン
パンパカ君が遊んだり、食事したりしている所を妖精から眠らされる。という内容。唯一歌詞の中に「パンパカパンツ」という言葉が存在しない。
4. パンパカパンツ パンパカえ日記
歌に合わせてパンパカ君の夏の思い出を紹介していく。最後でパンパカ君は、水着、スイカ、イチゴ柄パンツのフラガール姿の3種類の姿に変化する。
5. パンパカパンツ はみがきタイム
お遊戯会編と一人ステージ編の二種類があり、前者はパンパカ君が近所の幼稚園の歯磨きを題材としたお遊戯会にゲストとして参加する。という内容。後者は舞台裏で振り付けをしながら歯磨きをする。という物。前者の画面右下にも歯磨きのダンスが映される。
6. パンパカパンツ パンパカゾク
パンパカ君の家族を紹介していく。
7. パンパカちびパンツ
パンパカ君が弟分の三つ子の子ブタ・パンパカベビー達にパンツのはき方を教える。という内容。
8. パンパカパンツ おつかいソング
パンパカ君のはじめてのお使いの話。アニメーションではなく人形劇になっている。また、本作から「パンパカパンツ」という部分の振り付けが変更された。
9. パンパカパンツ ABCソング
アメリカから来た友達のステファニーと英語を覚える。という内容。前作と同じく人形劇になっている。
10. パンパカパンツ てあらいうがい
パンパカ君が飼い猫の（黒猫）プーニャンと共に外に遊びに行って、カゼカゼと子分のウィルスと遭遇し、帰宅し、手洗いうがいで、風邪をひかないようにする。という内容。本作からアニメーションに戻った。
11. パンパカパンツ 合唱団の登場
パンパカ君とプーニャンがパンパカ合唱団と共に第1作の歌をお芝居を交えながら合唱する。という内容。
12. パンパカパンツ 合唱団の夏休み
パンパカ君がプーニャンと共にサマーキャンプに行き、それで夕食にカレーを作り、パンパカ君がたくさん食べて、朝もまたカレーを食べ、プーニャンもその様子に呆れる。という内容。タイトルに「合唱団の」と付いているが、パンパカ合唱団は登場しない。
13. パンパカパンツ 秋といえば
パンパカ君とプーニャンが本を読む方と自分の描いた芸術作品の中に入ってしまう方の2種類がある。
14. パンパカパンツ 冬キターーッ!
15. パンパカパンツ トイレタイム
16. パンパカパンツ 世界のともだち
ロンドンオリンピックに合わせる形で2012年7月より公開。
17. パンパカパンツ 秋の感謝祭
18. パンパカパンツ クリスマス
19. パンパカパンツのえかきうた
パンパカくん編とプーニャン編の2種類がある。
20. パンパカパンツ パンツたいそう
21. パンパカパンツ もぐもぐごはん
22. パンパカパンツ いろんなどうぶつ
23. パンパカパンツ パンツ戦隊 ミラクル☆ドリーム
24. パンパカパンツ パンパカパンツ音頭
曲は歌い手の佳館 杏ノ助が唄っている。
25. パンパカパンツ いたずらだいすきパンパカパンツ
26. パンパカパンツ 干支パンツ

## 放送局
| 放送地域       | 放送局                | 放送期間                     | 放送曜日 時間                                                                                 | 放送系列     | 備考                                                   |
| -------------- | --------------------- | ---------------------------- | --------------------------------------------------------------------------------------------- | ------------ | ------------------------------------------------------ |
| 静岡県         | 静岡放送（SBS）       | 2008年10月1日 -              | 月曜 - 金曜 『LIVEしずおか』終了後のレースガイド後（18:57〜58頃）・クロージング（局名告知）前 | TBS系列      | 制作局                                                 |
| 山形県         | テレビユー山形（TUY） | 2010年4月 -                  | 日曜 16:54 - 17:00                                                                            | TBS系列      |                                                        |
| 熊本県         | 熊本放送（RKK）       | 2010年4月 -                  | 水・金曜 17:30頃（『Nスタ・第1部』内） 日曜 6:00直前                                          | TBS系列      |                                                        |
| 岩手県         | IBC岩手放送（IBC）    | 2010年4月 -                  | 木曜 18:55 - 19:00 土曜 15:56 - 16:00                                                         | TBS系列      | 開始当初は不定期放送                                   |
| 関東広域圏     | テレビ東京（TX）      | 2012年4月4日 - 2014年3月26日 | 水曜 7:30 - 8:00                                                                              | テレビ東京系 | 「のりスタMax」（2013年4月3日からのりスタNEO）内で放送 |
| 北海道         | テレビ北海道（TVh）   | 2012年4月4日 - 2014年3月26日 | 水曜 7:30 - 8:00                                                                              | テレビ東京系 | 「のりスタMax」（2013年4月3日からのりスタNEO）内で放送 |
| 愛知県         | テレビ愛知（TVA）     | 2012年4月4日 - 2014年3月26日 | 水曜 7:30 - 8:00                                                                              | テレビ東京系 | 「のりスタMax」（2013年4月3日からのりスタNEO）内で放送 |
| 大阪府         | テレビ大阪（TVO）     | 2012年4月4日 - 2014年3月26日 | 水曜 7:30 - 8:00                                                                              | テレビ東京系 | 「のりスタMax」（2013年4月3日からのりスタNEO）内で放送 |
| 岡山県・香川県 | テレビせとうち（TSC） | 2012年4月4日 - 2014年3月26日 | 水曜 7:30 - 8:00                                                                              | テレビ東京系 | 「のりスタMax」（2013年4月3日からのりスタNEO）内で放送 |
| 福岡県         | TVQ九州放送（TVQ）    | 2012年4月4日 - 2014年3月26日 | 水曜 7:30 - 8:00                                                                              | テレビ東京系 | 「のりスタMax」（2013年4月3日からのりスタNEO）内で放送 |
| 奈良県         | 奈良テレビ放送（TVN） | 2012年8月 -                  | 水曜 7:30 - 8:00                                                                              | 独立局       | 「のりスタMax」（2013年4月3日からのりスタNEO）内で放送 |
| 中華民国       | 年代電視グループ      | 2013年3月 -                  | 月曜 10:00 - 10:30                                                                            | 中華民国放送 | 中国名：胖胖褲豬                                       |

## テレビシリーズアニメ

### キャスト
- パンパカ - 南條愛乃
- プーニャン、おかあさん - 水原薫
- ブラックパンパカ - 高橋伸也
- クロリ - 國府田マリ子
- おとうさん - 下山吉光
- おじいちゃん - 上田燿司
- おばあちゃん - 佐藤はな
- ナレーション - 後藤ヒロキ
- シルキー - 松本梨香
- イベリコ - べんぴねこ
- DJアミーゴ - 鈴木亜美

### パンパカパンツ おNEW!（第一作）
2015年4月4日（5：25 - ）より、「パンパカパンツ おNEW!」として静岡放送にて5分枠で放送。2015年5月23日（16:48 - ）より、キッズステーションでも放送。

#### 主題歌
「ぱぴぷぺパンパカパンツ」
歌 - 松本梨香

#### 作品リスト
1. パンツの旅へようこそ！
2. ジャングルのパンツ踊り
3. もちもちパンツとブラックパンパカ
4. 自然の奇跡！パンツの花
5. お父さんとつるつるパンツ
6. お届け！焼き立てパンツ
7. しあわせの青いパンツ
8. ガラパン山脈と勇者パンツ
9. ぶたはまるくなってこたつパンツ
10. だるまパンツ選手権
11. 怪盗ズロース参上！
12. NEW合金ロボ パンティオンZ
13. 決戦！メカパンパカ
14. 弱肉強食スーパー
15. すごいこわいおばけパンツ
16. 忍びのもの パンツを手に
17. 忍びの道をきわめましょう
18. 風雲！ケロリン城
19. 風物詩 渡りパンツ
20. 伝統工芸！マイクロパンツ！
21. 夢と希望のパンデリラ
22. 化石パンツと原始パンツ時代
23. 魔法のトランクスとパンツ魔人
24. ミイラパンツの罠
25. 怪盗ズロース、再び参上！
26. 宇宙パンツよ、永遠に

#### 放送局
| 放送期間                 | 放送時間           | 放送局             | 対象地域 | 備考 |
| ------------------------ | ------------------ | ------------------ | -------- | ---- |
| 2015年4月4日 - 10月10日  | 土曜 05:25 - 05:30 | 静岡放送           | 静岡県   |      |
| 2015年5月23日 - 11月29日 | 土曜 16:48 - 16:53 | キッズステーション | 日本全域 |      |

### パンパカパンツ WおNEW!（第二作）
大好評だった第一作に続く二作品目で、放送局は前回と同じで、制作局である静岡放送と土曜の4:48分放送のキッズステーションである。

#### 主題歌
「パンパカパンツ WHAT YA WHAT YAロック」
作詞・作曲・編曲 - アンダーウェアボーイ / 歌：鈴木亜美

#### 作品リスト
1. 人魚のパンツはナイスパンツ！
2. 美しきパンツのしらべ
3. 燃えよ！パンツ拳
4. パンツでクイズで洗剤だ
5. 怪盗ズロースまたまた参上！
6. 魅惑のボディを手に入れろ！
7. 金のパンツ銀のパンツ
8. 一家に一台 メカパンパカ
9. 荒野のパンツウェスタン
10. 空のパンツマスター
11. たのしい おとしよりクラブ
12. 天才外科医 ブルーマ・ジャック
13. のるか そるか パンツか！
14. ビリビリ！雷パンツの秘密
15. ブタペストホテルへようこそ
16. パンツが池のヌシ
17. ドッキドキ ラッキーパンツ
18. 怪盗ズロース大捜査線
19. パンツの実ができるまで
20. 地底GO!GO!GO!
21. 通販番組！パンツショッピング
22. 情熱の股ドール
23. 3分間の世界旅行
24. 手品パンツはイリュージョン
25. お空にフワフワ風船パンツ
26. プーニャンのひみつ

#### 放送局
| 放送期間                 | 放送時間           | 放送局             | 対象地域 | 備考 |
| ------------------------ | ------------------ | ------------------ | -------- | ---- |
| 2016年4月2日 - 10月1日   | 土曜 05:25 - 05:30 | 静岡放送           | 静岡県   |      |
| 2016年6月18日 - 12月17日 | 土曜 16:48 - 16:53 | キッズステーション | 日本全域 |      |

### パンパカパンツ おNEWさん（第三作）
シリーズ初の深夜枠の放送となる。

#### 主題歌
「パンタスティック！」
作詞 - NECCI / 作曲 - 中山英二 / 編曲 - 小高光太郎、早川博隆、中山英二 / 歌 - アイドルカレッジ（Stand-Up! Records）

#### 放送局
| 放送期間       | 放送時間                     | 放送局   | 対象地域 | 備考                  |
| -------------- | ---------------------------- | -------- | -------- | --------------------- |
| 2017年4月7日 - | 金曜 1:46 - 1:51（木曜深夜） | 静岡放送 | 静岡県   | 4月6日のみ1:41 - 1:46 |

## 映画
『えいがパンパカパンツ バナナン王国の秘宝』は2014年5月10日公開の、シリーズ初の劇場作品。
キャッチコピーは「パンツまわしちゃうぞ！」。

### キャスト（映画）
- パンパカ - 南條愛乃
- プーニャン/お母さん - 水原薫
- バナナワニ/お爺ちゃん/王様/パンツの神様 - 上田燿司
- ワンポコ - 高橋伸也
- オーソン - 小島英樹
- テリー - べんぴねこ
- お父さん/ヒッポン - 下山吉光
- お婆ちゃん - 佐藤はな
- 黄金のバナナ - 向井慧（パンサー）
- 勝負パンツ - 尾形貴弘（パンサー）
- カニ - 菅良太郎（パンサー）

### スタッフ（映画）
- 監督 - べんぴねこ
- 脚本 - べんぴねこ、石塚和美
- 制作 - ディー・エル・イー
- アニメーション制作 - ディー・エル・イー
- キャラクター原案 - やたてきょう
- キャラクターデザイン - 内山翠
- 作画監督 - 山脇光太郎
- 配給 - ディー・エル・イー
- 製作 - えいがパンパカパンツ製作委員会

### 主題歌（映画）
オープニングテーマ「パンパカパンツマーチ」
歌 - パンパカ（南條愛乃） / コーラス - プリズム☆メイツ（かのん・みれい・ももな・あいり）
演奏 - 浜松海の星高等学校吹奏楽部
エンディングテーマ「ずっとも！Zoo」
歌 - Prism☆Box
挿入歌
「ワイワイワイハでアロハオエ」
「バナナンRAP」